# 公文菊仙
公文 菊仙（くもん きくせん、1873年-1945年）は明治時代の口絵画家、日本画家。

## 来歴
久保田米僊の門人。明治6年、高知市に生まれる。本名は時衛。明治25年（1892年）に東京へ上京し、日本画家の米僊に師事している。明治35年（1902年）頃から『やまと新聞』に挿絵を描いたほか、明治36年（1903年）から明治45年（1912年）まで村上浪六の小説の口絵を描いている。明治40年（1907年）には『国民新聞』に雇われていたようである。また、坂本龍馬や中岡慎太郎らの肖像画を描いている。昭和4年(1929年)に描いた龍馬の肖像画が大流行し、2000部が頒布販売された。昭和20年、太平洋戦争により千葉県へ疎開、同地で72歳で没した。

## 作品
- 「当世五人男吉田雄蔵」　村上浪六作　嵩山堂　明治36年
- 「当世五人男川上三吉」　村上浪六作　嵩山堂　明治37年
- 「夜叉男」前後　村上浪六作　嵩山堂　明治38年
- 「八軒長屋」　前中後　村上浪六作　民友社　明治40年
- 「煩悶病院」上下　村上浪六作　嵩山堂　明治42年
- 「稲田一作」前　村上浪六作　民友社　明治42年
- 「元禄忠魂録」　村上浪六作　至誠堂　明治45年